# Lupinus chamissonis
Lupinus chamissonis är en ärtväxtart som beskrevs av Johann Friedrich Gustav von Eschscholtz. Lupinus chamissonis ingår i släktet lupiner, och familjen ärtväxter. Inga underarter finns listade i Catalogue of Life.

## Bildgalleri

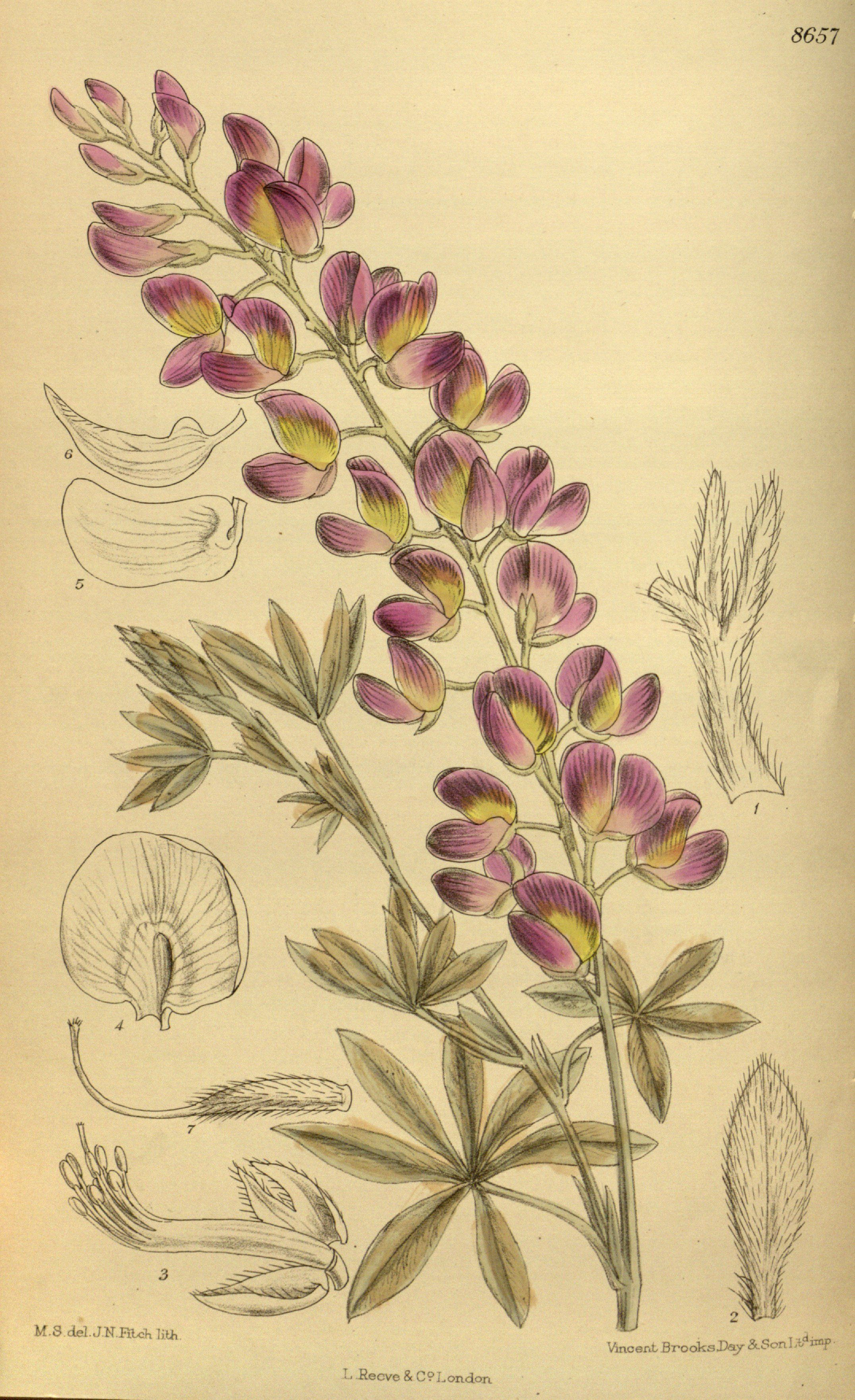